# هوت گیبسون
هوت گیبسون (انگلیسی: Hoot Gibson؛ ‏ ۶ اوت ۱۸۹۲ – ۲۳ اوت ۱۹۶۲) بازیگر و تهیه‌کننده فیلم اهل ایالات متحده آمریکا بود.
از فیلم‌هایی که وی در آن‌ها نقش داشته است، می‌توان به تیراندازی مستقیم، مردی انگشت‌نما، روح غرب، هارد اومبره، دست‌تنها و دو برادر اشاره نمود.